# برج الراجحی
برج الراجحی (به عربی: برج الراجحی) یک آسمان‌خراش در عربستان سعودی است که در ریاض واقع شده‌است.